# 銭形金太郎
銭形金太郎（ぜにがたきんたろう）は、2002年10月10日から2007年12月19日まで、テレビ朝日系列で放送されていたバラエティ番組である。通称銭金（ぜにきん）。番組内ではその省略の「zk」と表記した文字列やロゴマークを主に使用する。

## 概要
テレビ朝日深夜帯においてちゃんネプに続くネプチューン看板番組。くりぃむしちゅーなどのお笑い芸人がサポーターとして貧乏生活を送る人たち、いわゆる「ビンボーさん」の元へ出向き、生活や生き様を学んでいく生活応援バラエティー番組である。個性的なビンボーさんやサポーターの強烈なやり取りも相まって人気を博し、貧乏ブームの先駆けとなる。

### 沿革
2002年10月10日に木曜ネオバラエティ枠で番組開始。当初は「ビンボーバトル」のほかに「金太郎ジャンケン」「ああ、懐かしの貧乏生活」などのコーナーがあったが、2002年11月21日の放送から「ビンボーバトル」のみの形式になった。
深夜時代には強烈なキャラのビンボーさんが人気になり、番組にも度々登場する人もいた。日野誠（スーパーアイドル、お笑い芸人）は番組のマスコット的キャラとして視聴者から愛され、中沢健（作家、芸人）、ギー藤田（映画監督）といった名物ビンボーさんが生まれた。
2004年11月10日からは水曜20時台へ枠移動、初回は19:00から2時間の拡大スペシャルで放送された。なお、テレビ朝日（2005年4月からは北海道テレビ放送も）では19:54 - 20:00にミニ番組「このあと銭形金太郎」という予告番組を放送していた。
2005年4月6日に放送した初の3時間SPで番組最高視聴率の19.7%を記録。その後も、2005年10月以降はほぼ2桁台の視聴率を維持していた。
枠移動と前後して2004年12月、番組に出演していた一般参加者が週刊誌にやらせを告発、実際にはスタッフの指示により強烈なビンボーな生活を装っていた事が暴露された。

#### ゴールデン移行に伴うコンセプトの変化
2005年中盤以降、ゴールデン移行により視聴層の変化からテコ入れとして番組のコンセプトが徐々に変化していく。
- 毎回のようにサプライズゲストが登場するようになる。
- ビンボーさんもかつての売りだった「強烈ビンボー」よりも、何とかしてゲストと関係性が持てるレベルの人が多くなった。
- 深夜で特徴的だった出演者の一発ギャグや前振りなどは大幅にカットされ、土田によるビンボーさんへの辛辣なツッコミも若干控えめになり、そのような雰囲気の場面はビンボーさん紹介の導入部「前フリ劇場」での有田と名倉のやりとり、総評時の有田と堀内のコントぐらいとなった。
- 海外の動物園への取材や当時話題となっていたキッザニア東京でクロちゃん（安田大サーカス）と子ども達によるロケなど、ビンボーとは関係のない企画も増えていった。

- ビンボーバトルその物も、これまでの「赤貧」から、自給自足生活を営む家族といったような「清貧」へと対象が変化。また、「ビンボーさんを紹介する以外の企画が放送時間の大半を占めてビンボーさんが1組しか出てこない」、「ビンボーさんの為のお得な激安ツアーを紹介する」、「2組以上登場しても勝者を決めない」などが定常化し、スペシャル放送のみビンボーバトルをするようになった。

- 2007年8月からはビンボーさんを紹介する企画はなくなり、「天ぷら油号で行く激安店めぐり」や「銭金リサイクル」がメインコーナーとなり、深夜時代とは完全に違う番組となってしまった。2007年10月からは、「街でウワサのユニーク家族」を紹介する番組にリニューアル。「ビンボー」というキーワードや、それから連想される事柄自体が番組から一切消え去ることとなった。

2007年10月以降、視聴率が1桁続きで低迷するようになった。
11月14日には19時台「愛のエプロン」と共にレギュラー放送の編成を予定していたが、「AFCチャンピオンズリーグ2007」の放送が急遽、BS朝日のみの放送から地上波・テレビ朝日系列全国ネットでも行われることが決定した為、双方この日の放送を休止した。当日予定したスポンサーの殆どがスライドして番組提供をした。
2007年12月19日放送の2時間スペシャルを以って終了。最終回は、深夜時代も含めて全557組の中から強烈な印象を与えたビンボーさんを紹介、部門別に分けて大賞を決め、サポーターを務めた上田・有田・土田・大木・東がトロフィーを持って再度出向き、表彰とその後の様子などが語られた。最終回において名倉は「今後も特別番組という形での放送があり得る」とのコメントを残した。

### 番組終了後
前述の通り特番としての放送を匂わせていたが、その後放送される事はしばらく無く、公式サイトも現存してはいたものの、テレビ朝日のサイトにあるバラエティの「スペシャル番組」の欄にも本番組の名前は記載されていなかった。
しかし、レギュラー放送の終了からおよそ4年後の2011年9月28日に3時間の特番として放送。過去のビンボーさんを振り返りつつ、『新作』のビンボーさんロケも行われた。その後も2012年3月28日の19:00 - 21:48に、2012年12月26日の18:30 - 20:54に、2013年10月3日の19:00 - 21:48に、それぞれ特番が放送されている。
2013年秋の3時間スペシャルを最後に復活特番の放送も途絶え、公式サイトも閉鎖されたが、2017年5月3日の19:00 - 20:54に約4年ぶりの復活となる「銭金 復活!今どきのビンボーさんスペシャル」が放送された。この回では正式名称が「銭金」となり、番組タイトルロゴも番組開始史上初めて変更された(下のローマ字も従来の「ZENIGATA KINTARO」から「ZENIKIN」へと変更されている。なお新ロゴの「N」の表記は「n」)。また、復活に先駆けて同年4月30日の13:55 - 15:20に「銭金3年ぶりに復活!! 今どきのビンボーさん 楽しむための直前スペシャル」が放送された。

## コーナー

### ビンボーバトル（銭金スタジアム）
「ビンボーさん」と呼ばれる、夢は大きいけれどお金に困って貧乏な生活をしている一般視聴者の元へ芸能人が「サポーター」という肩書きで取材ロケを行い、審査委員長の堀内健とゲスト2人による3人の審査員の多数決によって、どの「ビンボーさん」が一番ビンボーかを決める。多数決で決まらなかった場合、審査委員長である堀内健の意見が優先される。2003年1月30日放送分までは2人の対決で勝者に10万円、以降は4人での対決で優勝者に賞金20万円が贈られた。2005年には優勝者を選出せず、「紹介したビンボーさん一人一人審査員が判定、札が2枚以上挙がったビンボーさんには貧乏資金20万円を進呈」ということもあったが、その後再び優勝者選出形式に戻った。
番外編として、ビンボーなテーマパークを応援する「テーマパークSP」や、過去に登場したビンボーさんのその後を調査する「ビンボーさんその後SP」や、半年間に紹介したビンボーさんの中から最優秀賞や各部門賞を決定する「ビンボーアワード」などもある。
番組内の特別番組としては、自給自足ビンボーに対してレギュラーサポーターとネプチューンらが皆で自給自足ビンボーさん宅へ1泊2日滞在する「銭金オールスターズ体験ツアー」という企画が3度放送され、それぞれ富良野、徳島、知床でロケを行っている。
2011年以降の特番では賞金贈呈や優勝者選出は行われていない。

### 過去のコーナー
金太郎ジャンケン
ビンボー娘（ビン娘）が原田泰造扮するキャラクター「銭形金太郎」と野球拳をして、勝ったらパネルの番号を言い、同じ賞品のパネルが2枚揃うとその賞品がもらえ、負けると水着になる、というコーナー。ごく初期に放送されたが、視聴者からの「女性蔑視」との抗議により打ち切られた。
ああ、懐かしの貧乏生活
ゲストの貧乏エピソードにまつわるクイズコーナー。ごく初期のみ放送。
銭形銀太郎
「ガチでサポート・銭形銀太郎」として2004年3月18日放送分よりスタート。「銭金サポーターに新風を」という事で始まったこのコーナー。初回はアンタッチャブル、フットボールアワー、なかやまきんに君、劇団ひとりの4組がガチンコでビンボーさんを探してきてサポートするという企画。つなぎの色は全員白である。放送されるのは4組中ビンボールで当たった1組のみで、当たったのはフットボールアワーだった。審査員はその芸人の見つけてきたビンボーさんを応援したいと思ったら○の札を挙げ、2枚以上挙がると応援金3万円が送られた。また、4月15、22日放送分ではサポーターは2組に減り、どっちのビンボーさんが凄いかを審査員が判定、勝者には賞金3万円が送られた。
2004年5月からは「ビンボーさん数珠つなぎ・銭形銀太郎」がスタート。ビンボーさんに食事をおごってもらい、さらに知り合いのビンボーさんを紹介してもらう、という形式のコーナーである。
2005年4月6日放送の「銭形金太郎　春のビンボーさん祭り」の番宣のため、ドスペ2で銭形銀太郎として放送した。その時のサポーターはアンタッチャブル、フットボールアワー、おぎやはぎ、ペナルティ。深夜時代に放送したメンバーと同じ。司会進行役は堀内健・土田晃之。司会者の3人とくりぃむしちゅーは審査員席へ。
自転車で行くタダの旅
泰造とビビる大木が自転車で、無料で楽しめる施設や試食の出来る店などを巡って旅をする。不定期のコーナーで、その前の回で到着した地点を毎回のスタートとする。
天ぷら油号で行く激安店めぐり
使用済みの天ぷら油を燃料にして走る自動車「天ぷら油号」で、上田メインでのサポーターとゲスト数名が激安で買い物が出来る店を巡る。2007年8月・9月のみ放送。
銭金リサイクル
ゲストが自宅から不要品を持参し、リサイクルショップの担当者がいくらで買い取れるかを発表する。毎回数人の芸能人が登場したが、額を当てたり高額さを競ったりという要素は無い。2007年8月・9月のみ放送。
街でウワサのユニーク家族
2007年10月からのメインコーナー。サポーター(上田・有田隔週と不定期で1名ゲストサポーター)が3組のユニーク家族を取材レポートし、スタジオでゲスト2人と堀内の計3人が札判定し、2枚以上挙がった家族には賞金10万円が贈呈される。この優勝者方式は、かつて深夜時代にあったビンボーバトルで一時期行われていたものである。

## 出演者

### 司会・審査員
- ネプチューン
  - 名倉潤 - 進行役。有田の「前フリ劇場」の締めに蹴りつっこみを入れる。ロケに参加する時は黄色つなぎ■を着る。
  - 原田泰造 - 進行役。番組のエンディングテーマを一任で決めることが出来る。審査委員長に変な指示ばかりされる。ロケに参加する時は水色つなぎ■を着る。
  - 堀内健 - 審査委員長。ロケに参加する時は黒または紫つなぎ■■を着る。過去2回行った自給自足ビンボーを銭金オールスターで再度訪ねるという企画のほか、『『ぷっ』すま』に番宣がらみで出演した際に、堀内は黒いつなぎを着ていた。過去に一度、自作の歌を無理やり番組エンディングテーマにしたことがある。なお、2007年4月25日放送のスペシャルでは紫つなぎを着ていた。
- 渡辺満里奈
  - 名倉・原田と同じく進行役。この番組をきっかけに名倉と交際を始め、2005年5月25日に番組を寿降板。
- 前田有紀（出演当時テレビ朝日アナウンサー）
  - 名倉・原田と同じく進行役。渡辺に代わって2005年6月15日より出演。
- 林美沙希（テレビ朝日アナウンサー）
  - 名倉・原田と同じく進行役。後述する2017年5月3日放送の復活スペシャルのみ出演。

### サポーター

#### メインサポーター
基本的に以下の4人が深夜・レギュラー・特番含めて出演している。
- 上田晋也（くりぃむしちゅー）
  - 青つなぎ■のサポーター。以前はVTR冒頭で「ペローン」のギャグを用いていて、プロ・アマ問わず広く募った「ペローンGALS」という女性達が登場したり、一般市民に「ペローン」と言わせていた。その後、自分の天然パーマについて回りくどい説明をし、「○○という者です」という挨拶をするようになった。
  - ビンボーさん相手でも、普段と同様、豊富なボキャブラリーや独特な比喩表現を交えたツッコミをすることから「たとえ王」と称されている。オープニングにいつも何故か「上田晋也です」と言ってブリっこのような仕草をするのも定番。
- 有田哲平（くりぃむしちゅー）
  - 緑つなぎ■のサポーター。「どうも、僕です。」というギャグを繰り出す。スタジオでは原稿を変に読んで注目を集め、前フリ劇場を始めるが、最後は名倉潤に蹴りツッコミを入れられる。ビンボーリポート冒頭ではエキストラに混じる。
  - ビンボーさんの家の玄関では「銭形金太郎」をもじった名前を名乗りビンボーさんを呼び出す。また、ビンボーさん宅から別のロケ場所に移動する際にはビンボーさんの腕に抱きつきながら歩くのが定番。楽器の演奏が得意なビンボーさんやインディーズミュージシャンとして活動しているビンボーさんとの共演時は、ビンボーさんとのセッション中に、相方・上田の武勇伝や珍行動を題材とした「ウチの相方」や、名倉潤をネタにした「名倉はガイコツ」といった楽曲を即興で披露する。なお、「名倉はガイコツ」は杉本バッハという音楽家ビンボーさんによってアレンジされ、「名倉はガイコツ バッハバージョン」となった。スペシャル番組では今までセッションしてくれたビンボーさんを呼び寄せてライブを行ったことがある。一度、ロケで貧乏さんが作った曲を聞いて歌い出しそうになった有田を止めに名倉がロケ中にドッキリでいきなり登場して歌を止めたことがあった。
- 土田晃之
  - オレンジつなぎ■のサポーター。アイドル好き。怒りだすと見境がつかなくなる「暴走王」。ビンボーリポート冒頭のあいさつは「COUNT DOWN TVをご覧の皆様、どうも○○（アーティスト名）です」。ビンボーさんと共通の好きな歌手がいると、「TCDTV（土田カウントダウンTV）」（好きな曲のベスト3）を始めることも。その後、「オス!オラ土田」と言うようになった。時折、ビンボーさんがピントのずれた発言や突飛が言動をした際には、「死ねばいいのに」（「死んでくんない？」「死んで欲しいなぁ」などと言い回しが変わる場合もある）・「殴っていい?」などと辛辣なツッコミを浴びせたり、取材スタッフ陣に毒づいたりすることもあるが、ゴールデン昇格後は若干これらの毒舌は控えめになっている(一方、宮本利彦にアドリブで飛び膝蹴りを浴びせるなど、より過激な行動をすることもある)。アイドル好きで女性のアイドル志願ビンボーになると自前のカメラを用意して張り切って写真撮影をし、過去に300枚近く撮ったことがある。変なキャラクタービンボーや自宅が汚いビンボーでないと仕事にやる気が出ないと嘆いている。他にも「子供が生まれる」「引っ越しをした」などの理由で収録中にスタッフに直接ギャラ交渉をすることがある。ロケのために全国を訪れていたが、番組がこんなに長く続くと思わなかったため、出演者の中で一人マイレージカードを作らず大損したという。
- 東貴博（Take2）
  - 赤つなぎ■のサポーター。VTR冒頭の挨拶は特撮ヒーローばりのアクションに「東MAX（あずまっくす）!」というギャグを繰り出す。他にも「燃焼系東式」という踊りも披露する。
  - スタジオでのビンボーさん紹介時に堀内健から無茶苦茶なギャグの要望をされて、仕方なく実行するものの失笑を買い、司会や観客・サポーター達に冷たい目で見られてしまうことも。
  - 初期の頃は「風の噂シリーズ」なる挨拶。中身は東の元カノエピソード集だったが、本人からクレームがきたとされ打ち切りになった。

### サブサポーター
名前の横にあるのはつなぎの色である。

#### 特番時代
- 2012年12月26日特番
  - カンニング竹山■（黄色）
特番以前にもゲストサポーターとして出演。
  - 若林正恭（オードリー）■（ピンク）
- 2017年5月3日特番
  - 梅沢富美男■（紫）

#### ゴールデン時代
- ビビる大木■（水色）
  - 「初めましてこんばんみ〜」のギャグでスタート。自我が強いビンボーさんに弱く「弟子にして下さい」と土下座までする始末。水色つなぎを初めて着たのは、2004年11月10日放送のスペシャルから。「自転車で行くタダの旅」のコーナーでは原田泰造と2人でこのつなぎを着用。「〜でござんすなあ」というギャグを多用している。レギュラー時代ではメインサポーターとともに毎週スタジオに登場していたが、スタジオでコメントする役回りが多く、サポーターとしての実働は稀であった。
- 岡田圭右（ますだおかだ）■（ピンク）
  - 「昭和の芸風」であると周りから言われている。「ぱぁ!」の張本人。岡田がピンクつなぎを初めて着たのは、9月2日放送のスペシャルから。ゴールデンに昇格後は1回しか出演していない。
- 増田英彦（ますだおかだ）■（黄緑）
  - 「『ぱぁ!』の相方です」と紹介する。「ミルフィーユ」が、ここでの持ちギャグ。ゴールデンに昇格後より黄緑つなぎを着用しているが、1回しか出演していない。
- 山崎邦正■（紫）
  - 天然ボケで、たびたび台詞をかむ。前フリネタは、唾液噴射、茂みから登場、カメラから離れた場所からダッシュなど。よく強そうなビンボーさんに泣かされる。紫つなぎを番組で初めて着たのは2004年11月10日放送のスペシャルからである。それ以前にも『タイムショック』に銭金チームとして出演した際にも着用していた。
- 原口あきまさ■（黄色）
  - スタジオでの前振りでは「ものまねはしない」と言っておきながら、VTRでは得意のものまねをするのがお約束。ゴールデンに昇格後より黄色つなぎを着用しているが、1回しか出演していない。

#### 銭銀サポーター
- アンタッチャブル（柴田英嗣・山崎弘也）
- おぎやはぎ（小木博明・矢作兼）
- 劇団ひとり
スタジオ収録のみでVTRは放送されなかった。
- フットボールアワー（岩尾望・後藤輝基）
- ペナルティ（ヒデ・ワッキー）

#### 深夜時代
- 雨宮朋絵
  - 女性サポーターの中では最多出場のサポーター。
- 伊集院光
  - 青コーナーのサポーターのひとりだった。サポート中に何らかの物を壊す「破壊王」。入浴シーンは視聴率がとれると言われている。
- 中村豪（やるせなす）
  - 過去に2度出場したオレンジコーナーのサポーター。サポートは無難にこなしていた。
- 有坂来瞳
- パンチ佐藤
  - 2004年1月15日放送にのみ出場したサポーター。なぜかビンボーさんにノックを敢行した。見事サポートしたビンボーさんを優勝に導いた。
- 蛍原徹（雨上がり決死隊）
  - 番組初期に赤コーナーのサポーターとして登場。
- 水野裕子
  - 青コーナーの女性サポーター。毒舌交じりのレポートでビンボーさんをサポートした。
- 山川恵里佳
  - 第1回ビンボーバトル全国大会のみ登場。赤コーナーのサポーター。実況ビンボーさんをサポートした。
- レッド吉田（TIM）
  - 赤コーナーのサポーター。得意の5文字ネタ・イントネーションネタを多用。「ザ・栃木」など、地名にやたらと「ザ」を付ける。
- 中森友香
  - 第1回ビンボーバトル全国大会で祭り貧乏さんにリポートする。あまりの台所の汚さに叫ぶ。

### ナレーション
- TARAKO
- 茂木淳一（「自転車で行くタダの旅」担当）

### ビンボーさんとして出演したことのある芸能人・文化人
※芸名で活動している人物は、いずれも本名名義で出演。大半は芸能活動のことも取材VTR内で言及されていたが、職業については一部例外を除いて兼業のアルバイト業・自営業が本業扱いになっている。
- アイパー滝沢（えんにち）
- 淺井カヨ
- 浅草まり
- いか八郎
- いわたよしあき
- インタレスティングたけし
- 大湯みほ
- オレパンダー
- 金子真一郎
- 桂ひろば
- カルメン前田
- gosaku
- コラアゲンはいごうまん
- 佐々木雄二
- 三遊亭はらしょう
- 紫苑
- 杉のぼる
- 代走みつくに
- 竹下壽晃（イーゼル芸術工房）
- チャド・マレーン
- チャンス大城
- 東方力丸
- どてちん岩ちゃん
- 中沢健
- ネルケ無方
- 塙宣之（ナイツ）
- 早川伸吾（東国原英夫の弟子）
- 林家染太
- 日野誠（スーパーアイドル）
- 風香
- 松崎克俊（やさしい雨）
- メルヘン総長
- 森本のぶ
- やすかずん
- よしえつねお
- 吉村崇（平成ノブシコブシ）
- 山下たけし、けん暴（蛋乂獅）

## 登場したビンボーさんのその後
番組内でも登場したビンボーさんのその後として、追跡取材をする場合がある。
雑誌が独自に、番組に出演したビンボーさん50名程度についての追跡取材を行ったところ、成功して仕事が忙しくなったビンボーさんはほんの数人で、ほとんどは当時と何ら変わりなく過ごしているとされている。
深夜番組時代にスーパーアイドル日野誠と共に度々出演していた歩く雑誌パフォーマンスの中沢健はその後、文筆業で評価されて講談社BOX新人賞で、あしたの賞を受賞、小説家デビューした後には脚本家としても活躍することになり、円谷プロダクション製作のテレビ番組ウルトラゾーンや劇場アニメ映画「モエブツ」などの脚本を担当している。また、番組の中でも紹介された中沢健の作ったオリジナルキャラクターの怪獣たちはクレーンゲームの景品用のぬいぐるみとして商品化されて大きな反響があった（番組の最終回でもぬいぐるみは紹介されて、成長したビンボーさんの象徴として紹介される）。
深夜番組時代『携帯のムービー機能で撮影した焼肉動画』と『焼き肉のタレがこぼれたシャツの臭い』をオカズに白メシを食べるという超絶貧乏テクを披露した内藤隆嗣はその後、自主制作映画『MIDNIGHT PIGSKIN WOLF』を監督・脚本・撮影・編集し、第28回ぴあフィルムフェスティバルに出品。見事PFFアワード2006の企画賞（TBS賞）＆観客賞（神戸）を受賞。PFFスカラシップの権利を獲得し、2008年『不灯港』を完成させ、2008年度ぴあフィルムフェスティバルにて一般お披露目公開された。2009年一般劇場公開。2009年ロッテルダム国際映画祭出品。
深夜番組時代に出演し、オリジナル曲『フラノの歌』等を披露した斉藤竜明は、その後、テレビ東京系列『シロウト名鑑』に出演し、素人アイドルグループ「割れたチョコレート」のプロデュースを行った。また、日本テレビ系列『スター☆ドラフト会議』に出演しビクターエンタテインメントからメジャーデビューした。その際、リリースした『フラノの歌』がiTunesブルースチャートで、1位を獲得した。
深夜番組時代に「ナルシストの高学歴ビンボー」として出演した架神恭介は、のちに作家として30冊以上の書籍を刊行した。
『全国大会スペシャル』に出演しバンドメジャーデビューを目指していた大阪のゴッド系ミュージシャンビンボー・けん暴は東芝EMIからパンクバンド・蛋乂獅としてメジャーデビューしアルバムをリリースした。有田哲平に銭金ED曲『俺の相方Ｘ』を楽曲提供した。

## オープニングテーマ曲
- ウルフルズ「びんぼう'94」 .- 大瀧詠一の「びんぼう」をカヴァーし、「貧乏」という言葉を連呼する曲。深夜時代、および復活スペシャル以降で使用。
- 有頂天「心の旅」
- KENZI & THE TRIPS「BRAVO JOHNNYは今夜もHAPPY」

深夜時間帯の初期には、渋さ知らズの「ステキチ」という曲が使われていたこともある。ただし曲名及びアーティスト名のクレジットはなかった。

## 放送時間
時間はJST表記。

### 深夜時代
- テレビ朝日系列（フルネット局のみ） - 毎週木曜日23:15 - 翌0:10（ネオバラエティ枠、ただし朝日放送と瀬戸内海放送は放送時間差し替え）

#### 放送局
| 放送地域       | 放送局                    | 系列           | 放送曜日・放送時間           | 放送日の遅れ  |
| -------------- | ------------------------- | -------------- | ---------------------------- | ------------- |
| 関東広域圏     | テレビ朝日（EX）          | テレビ朝日系列 | 木曜 23:15 - 翌0:10          | 制作局        |
| 北海道         | 北海道テレビ（HTB）       | テレビ朝日系列 | 木曜 23:15 - 翌0:10          | 同時ネット    |
| 青森県         | 青森朝日放送（ABA）       | テレビ朝日系列 | 木曜 23:15 - 翌0:10          | 同時ネット    |
| 岩手県         | 岩手朝日テレビ（IAT）     | テレビ朝日系列 | 木曜 23:15 - 翌0:10          | 同時ネット    |
| 宮城県         | 東日本放送（KHB）         | テレビ朝日系列 | 木曜 23:15 - 翌0:10          | 同時ネット    |
| 秋田県         | 秋田朝日放送（AAB）       | テレビ朝日系列 | 木曜 23:15 - 翌0:10          | 同時ネット    |
| 山形県         | 山形テレビ（YTS）         | テレビ朝日系列 | 木曜 23:15 - 翌0:10          | 同時ネット    |
| 福島県         | 福島放送（KFB）           | テレビ朝日系列 | 木曜 23:15 - 翌0:10          | 同時ネット    |
| 新潟県         | 新潟テレビ21（UX）        | テレビ朝日系列 | 木曜 23:15 - 翌0:10          | 同時ネット    |
| 長野県         | 長野朝日放送（abn）       | テレビ朝日系列 | 木曜 23:15 - 翌0:10          | 同時ネット    |
| 静岡県         | 静岡朝日テレビ（SATV）    | テレビ朝日系列 | 木曜 23:15 - 翌0:10          | 同時ネット    |
| 石川県         | 北陸朝日放送（HAB）       | テレビ朝日系列 | 木曜 23:15 - 翌0:10          | 同時ネット    |
| 中京広域圏     | メ〜テレ （NBN）          | テレビ朝日系列 | 木曜 23:15 - 翌0:10          | 同時ネット    |
| 広島県         | 広島ホームテレビ（HOME）  | テレビ朝日系列 | 木曜 23:15 - 翌0:10          | 同時ネット    |
| 山口県         | 山口朝日放送（yab）       | テレビ朝日系列 | 木曜 23:15 - 翌0:10          | 同時ネット    |
| 愛媛県         | 愛媛朝日テレビ（eat）     | テレビ朝日系列 | 木曜 23:15 - 翌0:10          | 同時ネット    |
| 福岡県         | 九州朝日放送（KBC）       | テレビ朝日系列 | 木曜 23:15 - 翌0:10          | 同時ネット    |
| 長崎県         | 長崎文化放送（NCC）       | テレビ朝日系列 | 木曜 23:15 - 翌0:10          | 同時ネット    |
| 熊本県         | 熊本朝日放送（KAB）       | テレビ朝日系列 | 木曜 23:15 - 翌0:10          | 同時ネット    |
| 大分県         | 大分朝日放送（OAB）       | テレビ朝日系列 | 木曜 23:15 - 翌0:10          | 同時ネット    |
| 鹿児島県       | 鹿児島放送（KKB）         | テレビ朝日系列 | 木曜 23:15 - 翌0:10          | 同時ネット    |
| 沖縄県         | 琉球朝日放送（QAB）       | テレビ朝日系列 | 木曜 23:15 - 翌0:10          | 同時ネット    |
| 香川県・岡山県 | 瀬戸内海放送（KSB）       | テレビ朝日系列 | 木曜 23:20 - 翌0:15          | 5分遅れ       |
| 近畿広域圏     | 朝日放送（ABC）           | テレビ朝日系列 | 金曜 0:30 - 1:26（木曜深夜） | 1時間15分遅れ |
| 富山県         | チューリップテレビ（TUT） | TBS系列        | 木曜 0:50 - 1:45（水曜深夜） | 20日遅れ      |
| 島根県・鳥取県 | 山陰放送（BSS）           | TBS系列        | 土曜 0:50 - 1:50（金曜深夜） | 40日遅れ      |
| 山梨県         | 山梨放送（YBS）           | 日本テレビ系列 | 金曜 1:16 - 2:16（木曜深夜） | 不明          |
| 高知県         | 高知放送（RKC）           | 日本テレビ系列 | 日曜 1:45 - 2:40（土曜深夜） | 23日遅れ      |

### ゴールデン時台
- テレビ朝日系列（フルネット局のみ） - 毎週水曜日20:00 - 20:54
  - 但し、朝日放送（ABC）はプロ野球シーズン中、ローカルの阪神戦中継になることが多く、その場合は土曜日の夕方など別の日に放送。この場合、ネットスポンサーは野球中継に組み込まれ、振替後の当番組は全編ノンスポンサー扱いとなった。ただし、野球中継の中継カードが阪神対巨人戦でABC発全国ネットとなった場合は番組自体が全国一律で休止されていた。

### スペシャル
- 2011年9月28日 19:00 - 21:48 『帰ってきた! 銭形金太郎 超ビンボーさん祭スペシャル』[3]
- 2012年3月28日 19:00 - 21:48 『2012春 超ビンボーさん祭りスペシャル!! 』[4]
- 2012年12月26日 18:30 - 20:54 『銭形金太郎 2時間半スペシャル』
- 2013年10月3日 19:00 - 21:48 『銭形金太郎 3時間スペシャル』
- 2017年4月30日 13:55 - 15:20 『銭金3年ぶりに復活!! 今どきのビンボーさん 楽しむための直前スペシャル』
- 2017年5月3日 19:00 - 20:54 『銭金 復活!今どきのビンボーさんスペシャル』

## スタッフ

### レギュラー版（2007年12月19日まで）
- 企画：平城隆司（2007年7月11日より企画、それ以前はチーフプロデューサー）
- 構成：高須光聖、松井洋介、福原フトシ、くらなり
- TD：西村佳晃（2007年7月11日よりテクニカルディレクター、それ以前はカメラマン）
- CAM：太田憲一
- 照明：佐藤清隆（テレテック）
- 映像：西山勝
- 音声：内野陽介
- PA：石渡洋志（ロッコウプロ）
- ロケ技術：スウィッシュ・ジャパン、テーク・ワン
- ロケカメラ：小長井信弥、佃義久
- 編集：渡邊(辺)健一（IMAGICA）
- MA：奴賀貴幸（IMAGICA）
- 音響効果：波多野精二（CUBIC）
- 美術：中塚宏
- 美術進行：遠藤ゆか（テレビ朝日クリエイト）
- 大道具：小山龍太、廣瀬大輔
- 電飾：青羽亮（ワンダーライト）
- 服飾：荒木栄二
- 装置：藤江修平
- マルチ：奥山航
- LED：安田佳弘（テレビ朝日サービス）
- メイク：田沢智美、板谷博美
- スタイリスト：寺田泉、亀恭子
- CGデザイン：横井勝、ミナミハルキ（横井・ミナミ→以前はビジュアル）、村野彰彦、齋籐まゆみ
- タイトル：藤澤美文（Little Bear）
- タイムキーパー：船木玉緒（M&M）
- 番組宣伝：千葉晶子
- 編成：松瀬俊一郎
- 協力:ワタナベエンターテインメント
- アシスタントディレクター：大崎義宏、奥泉弘樹、濱崎賢一、大村啓孝、大森恵美、稲垣貴裕、前田健太郎、越智敦史、山田愛子、鶴瀬春樹、古川剛健
- ディレクター：菅間和彦、保坂広司、森下和光、中島太一、井上大心、高畑慎一
- アシスタントプロデューサー：竹山知子
- 演出：本部純（以前はディレクター）
- プロデューサー：甲斐侯一（2006年4月から）
- チーフプロデューサー：河口勇治
- 制作著作：テレビ朝日

#### 過去のスタッフ
- 演出・プロデューサー：伊東寛晃（2007年3月まで）
- プロデューサー：奥村彰浩（2006年3月まで）、吉川昌克（以前は編成・プロデューサー）
- 制作スタッフ：藤井裕久、飯田菜美、大村雅人、吉村周、岡野麻記
- 番組宣伝：小出わかな、蓮実理奈
- 構成：大井洋一
- TD：山本信之、石黒康一
- CAM：大川戸元昭、加藤英昭（以前はTD）、松田祥宏、二瓶友美
- 映像：監物直
- 音声：川野奈巳、清水美都子、為田あかね
- 美術：吉木崇（テレビ朝日クリエイト）
- 大道具：大窪学、山本一夫、荒川康之
- ビジュアル：後藤洋二、中前真由美
- CGデザイン：村澤ちひろ、加藤貞和

### 復活スペシャル版（2017年5月3日放送分）
- 構成：高須光聖、松井洋介、福原フトシ、くらなり
- TM：福元昭彦
- TD：西村佳晃（以前はCAM）
- CAM：廣瀬義幸
- 音声：猪俣晃
- VE：佐藤淳太
- 照明：中本明人
- ロケ技術：テーク・ワン、TSP
- 美術：井磧伸介
- デザイン：加藤由紀子
- 美術進行：遠藤ゆか・奥田裕美(ひろみ)（テレビ朝日クリエイト）
- 大道具装置：野間恵美子
- 大道具：都賀裕太
- 電飾：小板橋厚史
- モニター：鈴木久
- 装飾：長野敦子
- 衣装：杉崎康夫
- ヘアメイク：川口カツラ店、田沢智美
- CGデザイン：横井勝、南治樹 PDトウキョウ
- 編集：森川隆孝（IMAGICA）
- MA：奴賀貴幸（IMAGICA）
- リサーチ：フリード 中尾拓彦、田中郁子
- 音効：波多野精二
- TK：船木玉緒
- 宣伝：堀場綾技子、西田沙希
- 編成：冨澤有人、北村麻美
- 美術協力：tv asahi create、tv asahi service
- 技術協力：テイクシステムズ、テレテック
- 制作協力：On the stomach、スクイズ
- 協力：ワタナベエンターテインメント
- 制作スタッフ：寒川拓郎、一場輝、榎澤由真、長嶺由一郎、河村優奈、嵯峨美穂樹、小川潤
- ディレクター：井上大心、森下和光（森下→第1弾も）、高畑慎一、大崎義宏（大崎→過去も）、前川譲（前川→第2弾は制作スタッフ）、古川剛健
- アシスタントプロデューサー：大山明日香
- プロデューサー：本部純（過去は演出）、藤井裕久、菅間和彦、竹山知子
- ゼネラルプロデューサー・演出：保坂広司（過去は演出のみ）
- 制作著作：テレビ朝日

#### 過去のスタッフ
- TD：加藤英昭
- 音声：清水美都子
- 照明：栗屋俊一
- 映像：高田智子
- PA：石渡洋志
- ロケ技術：スウィッシュ・ジャパン
- 技術協力：東京オフラインセンター
- 美術・デザイン：中塚宏
- 大道具：山本一夫
- 電飾：青羽亮
- トラス：高瀬政利（第1弾のみ）
- バルーン：滝戸誠（第2弾）
- LED：広峰俊雄（第2弾）
- メイク：小川和美
- スタイリスト：寺田泉、亀恭子
- 宣伝：望野智美
- コンテンツビジネス：高橋直也（第1弾では、デジタルコンテンツ）
- 編成：二階堂義明、森大貴
- 制作スタッフ：大坪大祐、北住健司、北野貴章、石永遊、小田あずみ、佐藤静香（第1弾のみ）/ 黒柳貴仁、斎籐貴次、和田育矢、宮川翔、大山将平（第2弾）
- ディレクター：尾崎敦朗、中島太一・福元洋之・小倉弘正（共に第1弾のみ）
- 協力プロデューサー：奥村彰浩
- 演出・プロデューサー：伊東寛晃
- ゼネラルプロデューサー：清水克也